# Cetyniec większy
Cetyniec większy (Tomicus piniperda) – gatunek owada z podrodziny kornikowatych. Szkodnik wtórny, oligofag z preferencją sosny. W Polsce występuje na terenie całego kraju, doprowadza do wydzielania się posuszu, roznosi siniznę. Często towarzyszy mu cetyniec mniejszy.
Znany z Europy, Wysp Kanaryjskich, Algierii, Azji Północnej, Wietnamu i Japonii.